# Daihatsu Opti
Daihatsu Opti – miejski samochód osobowy typu kei-car produkowany przez japońską firmę Daihatsu w latach 1992-2002. Dostępny jako 3- i 5-drzwiowy hatchback. Następca modelu Leeza. Do napędu użyto silnika R3 o pojemności 0,7 litra. Moc przenoszona była na oś przednią. Powstały dwie generacje modelu. Samochód został zastąpiony przez model Daihatsu Esse.

## Dane techniczne ('92 Opti)

### Silnik
- R3 0,7 l (659 cm³), 4 zawory na cylinder, DOHC
- Układ zasilania: wtrysk EFi
- Średnica cylindra × skok tłoka: 68,00 mm × 60,50 mm
- Stopień sprężania: 10,8:1
- Moc maksymalna: 56 KM (41 kW)
- Maksymalny moment obrotowy: b/d

### Osiągi
- Przyspieszenie 0-100 km/h: b/d
- Prędkość maksymalna: 140 km/h